# CAT TM.2
Il CAT TM.2 era un aliante da trasporto e assalto realizzato dall'azienda italiana Costruzioni Aeronautiche Taliedo (CAT) nel 1942 e rimasto allo stadio di prototipo.

## Storia del progetto
Visto il successo ottenuto dalla Luftwaffe nell’uso degli alianti da trasporto e assalto durante la campagna di Francia, culminato nell’occupazione del forte belga di Eben-Emael, il 27 maggio 1941 il generale Giulio Del Lupo, comandante di Esercitavia, richiese per conto del Capo di stato maggiore del Regio Esercito, generale Ugo Cavallero di conoscere le eventuali realizzazioni di alianti rimorchiati atti al trasporto di truppe e materiali sul campo di battaglia in Italia. Il generale Mario Bernasconi, sottocapo di stato maggiore per gli Armamenti Aerei della Regia Aeronautica rispose che nulla vi era esistente allo stato attuale.
Il 6 giugno Cavallero ribadì l'interesse all'impiego bellico degli alianti rimorchiati e richiese il parere della Regia Aeronautica che già il 12 giugno successivo interpellò la Luftwaffe per avere notizie sulle modalità operative dello sbarco sull’isola di Creta. I tedeschi diedero, però, risposte evasive.
Nell'ottobre del 1941 lo Stato Maggiore Armamenti Aerei emise un concorso per la realizzazione di alianti da rimorchio con peso totale di 2 500 kg, e nel dicembre 1941 per quelli da trasporto di con peso totale di 5 000 kg. Il primo requisito per alianti d’assalto venne emanato dalla Direzione Generale Costruzioni Approvvigionamenti (D.G.C.A.) nel gennaio 1942, al quale risposero la Costruzioni Aeronautiche Taliedo con il modello TM.2, l'Aeronautica Lombarda con l’AL.12P, e la SCA.2. Un ulteriore bando per alianti dello stesso tipo venne emesso il 14 aprile 1942, cui risposero la CAT con il modello TM.3 e la CANSA con il CT.24.
La direzione tecnica della Costruzioni Aeronautiche Taliedo progettò, sotto la direzione dell’ingegnere e tenente colonnello del G.A.r.i. Sergio Del Proposto, un aliante di costruzione lignea, designato TM.2, di cui fu ordinata la produzione di due esemplari (MM510 e 511) più una cellula per le prove statiche. Il primo prototipo andò in volo per la prima volta sull’aeroporto di Milano-Linate il 23 febbraio 1943, nelle mani del collaudatore Nello Raimondo.

## Tecnica
Il TM.2 era un aliante monoposto, monoplano ad ala alta, da trasporto e assalto, a struttura mista. L'ala montata alta era monolongherone controventata da un solo montante con rivestimento esterno in compensato e tela, dotata sia superiormente che inferiormente di riduttori a comando meccanico tramite trasmissioni semi-rigide. La fusoliera aveva struttura a guscio in legno, irrobustita da alcune ordinate in tubo d'acciaio, e rivestimento in legno. Posteriormente terminava in un impennaggio tradizionale monoderiva caratterizzato da piani orizzontali a sbalzo, con struttura monolongherone, anch’essi controventati e rivestiti in compensato; il piano orizzontale era a incidenza regolabile in volo. Le parti mobili erano rivestite in tela. Il carrello d'atterraggio aveva le gambe principali dotate di ammortizzatori oleopneumatici, e poteva essere parzialmente sollevato oppure sganciato in volo. I pattini d’atterraggio, uno ventrale e uno posto sotto la coda, ammortizzato, erano rivestiti con lamiera d’acciaio. Il vano di carico poteva contenere dieci uomini equipaggiati, e disponeva su entrambi i lati di due pannelli completamente amovibili per facilitare le operazioni di uscita. La cabina di pilotaggio, racchiusa da pannelli in plexiglas, era posta anteriormente in posizione rialzata. Il plexiglas superiore era sganciabile in volo al fine di consentire al pilota di lanciarsi con il paracadute. Era possibile installare eventuale armamento difensivo e corazzature. L'aliante era concepito per essere facilmente smontabile al fine di essere trasportato via ferrovia, o su strade ordinarie.

## Impiego operativo
Durante il primo volo a rimorchio di un caccia Fiat C.R.42 Falco non emersero particolari problemi, ma il giorno dopo a causa dello sgancio accidentale del prototipo, avvenuto ad una velocità ed a una quota troppo bassa, il TM.2 precipitò al suolo causando la morte del collaudatore e del capo ufficio tecnico della CAT che era salito sull'aliante poco prima del decollo. La Regia Aeronautica bloccò subito i voli del secondo prototipo che era appena stato completato in attesa di conoscere gli esiti dell’inchiesta sull'incidente. Nel corso del 1942 erano già stati presi accordi tra il proprietario della CAT, l'industriale Cesare Gallieni, il conte Caproni e l'industria Officine Reatine Lavorazioni Aeronautiche (ORLA) per la produzione in serie del TM.2. Nella primavera del 1943 la CAT iniziò la costruzione del prototipo del più grande TM.3, della classe del tedesco Gotha Go 242, avente formula bitrave e capacità di trasportare 5 000 kg di carico.
Sopravvissuto fortunatamente al conflitto, nel dopoguerra la Caproni valutò la trasformazione del secondo prototipo in un velivolo da trasporto bimotore, ma tale progetto venne definitivamente abbandonato. Il TM.2 (MM.511) entrò a far parte inizialmente della collezione del Museo della scienza e della tecnica di Milano dove rimase esposto fino al 1997, e poi fu trasferito presso il Museo Volandia per un potenziale restauro che non è tuttavia stato realizzato a causa delle precarie condizioni in cui versa il velivolo e della mancanza cronica di fondi adeguati per affrontare restauri così impegnativi. Oggi, l'aeromobile, di proprietà AM, è in deposito presso i magazzini del museo storico dell'Aeronautica Militare di Vigna di Valle, localizzati in periferia d Roma.

### Annotazioni
1. ↑  Si trattava dell’esemplare MM.7563 appartenente al 1º Nucleo Addestramento al Volo Senza Motore (NAVSM) di stanza sull’aeroporto di Cameri, Novara, ai comandi del sottotenente Cesare Gallieni Jr.
2. ↑  Si temeva che il TM.2 fosse precipitato al suolo a causa di un difetto di centraggio dell'aliante.
3. ↑  La richiesta per questo tipo di aliante era stata avanzata dallo Stato maggiore nel dicembre 1941.

### Fonti
1. 1 2 3  Sgarlato 2007, p. 25.
2. 1 2 3 4 5 6  Brotzu, Cosolo 1976, p. 75.
3. ↑  Sgarlato 2007, p. 7.
4. 1 2 3 4 5 6  Brotzu, Cosolo 1976, p. 87.
5. 1 2 3 4 5  Sgarlato 2007, p. 24.
6. 1 2 3 4 5 6 7  Brotzu, Cosolo 1976, p. 88.
7. 1 2 3 4 5 6 7 8 9 10 11  Brotzu, Cosolo 1976, p. 85.

### Periodici
- Nico Sgarlato, Prototipi della Regia Aeronautica, in Aerei nella Storia, n. 57, Parma, West-Ward Edizioni, dicembre-gennaio 2007,  p. 34, ISSN 1591-1071.